# Station Emmerich-Elten
Station Emmerich-Elten (voorheen station Elten) is een spoorwegstation in de Duitse plaats Elten, gelegen aan de spoorlijn van Arnhem naar Oberhausen Hbf. Bij station Elten eindigde de Nederlandse Rhijnspoorweg en begon het Duitse traject. Vanaf station Elten splitste de Spoorlijn Zevenaar - Kleef zich af.

## Geschiedenis

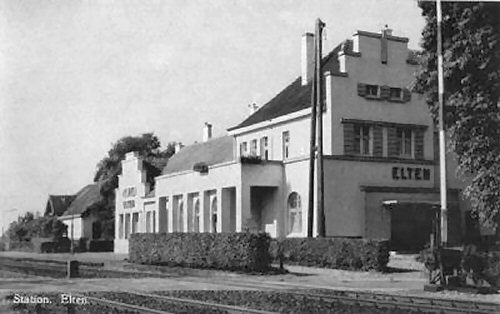
Het station in 1950

Van 29 april 1949 tot 1 augustus 1963 bevond het station zich in het kader van de naoorlogse grenscorrecties op Nederlands gebied. Het station was in deze periode eigendom van de Nederlandse Spoorwegen. Na de grenscorrectie werd het aantal treinen dat reed tussen Elten en Emmerich aanzienlijk uitgebreid van 2 naar 8 à 9 treinen per dag, gereden met Duitse railbussen.
Het station stond op de plek waar de weg van Elten naar Lobith de spoorlijn kruist (het gebouwtje is in 1995 gesloopt). Op 1 juli 2019 is de nieuwe halte 'Emmerich-Elten' geopend. Het gaat om een tijdelijke halte, aangezien de exacte locatie afhangt van hoe het Duitse deel van de Betuweroute wordt aangelegd. De Rhein-IJssel-Express (RE19) van Arnhem naar Düsseldorf bedient het station.
Vanaf 23 juni 2022 is het mogelijk om met een OV-chipkaart vanuit Nederland naar Emmerich-Elten, Emmerich en Praest te reizen. Er zijn incheckpalen geplaatst.

## Het huidige station
Station Elten wordt bediend door de volgende treinseries:
| Serie       | Treinsoort              | Route | Bijzonderheden       |
| ----------- | ----------------------- | --- | -------------------- |
| 20000 RE 19 | Regional-Express (VIAS) | Arnhem Centraal – Zevenaar – Emmerich-Elten – Emmerich – Wesel – Oberhausen Hbf – Duisburg Hbf – Düsseldorf Flughafen – Düsseldorf Hbf | Rhein-IJssel-Express |

0: Amsterdam Centraal · 
1: Amsterdam Muiderpoort · 
2: Amsterdam Weesperpoort · 
3: Amsterdam Amstel · 
4: Duivendrecht · 
6: Amsterdam Arena (stadionhalte) ·
6: Amsterdam Bijlmer ArenA · 
9: Amsterdam Holendrecht ·
11: Abcoude · 
16: Vreeland · 
19: Nieuwersluis-Loenen · 
23: Breukelen · 
28: Maarssen · 
33: Utrecht Zuilen · 
35: Utrecht Centraal · 
37: Jeremiebrug · 
37: Utrecht Vaartsche Rijn · 
38: Houtenschepad · 
39: Meerveldscheweg · 
40: Vechten · 
42: Bunnik · 
47: Driebergen-Zeist · 
50: Driebergen-Austerlitz · 
53: Maarn (oud) · 
54: Maarn · 
57: Maarsbergen · 
62: Heuvelsche Steeg · 
68: Veenendaal-De Klomp · 
75: Ede-Wageningen · 
80: Buunderkamp · 
84: Wolfheze · 
88: Oosterbeek · 
92: Arnhem Centraal · 
93: Arnhem Velperpoort · 
96: Fort Westervoort · 
97: Oostzijde Brug · 
98: Westervoort · 
101: Duiven · 
105: Groessen · 
106: Zevenaar · 
111: Babberich · 
115: Elten
-0,1: Oberhausen Hbf ·
4,2: Oberhausen-Sterkrade ·
7,7: Oberhausen-Holten ·
13,9: Dinslaken ·
18,8: Voerde (Niederrhein) ·
23,3: Friedrichsfeld (Niederrhein) ·
26,7: Wesel ·
29,3: Wesel-Feldmark ·
31,0: Kanonenberge ·
34,4: Diersfordt ··
39,1: Mehrhoog ·
44,8: Haldern (Rheinl) ·
48,7: Empel-Rees ·
50,4: Millingen (b Rees) ·
54,6: Praest ·
60,8: Emmerich ·
69,6: Elten